# Vadebra lankana
Vadebra lankana är en fjärilsart som beskrevs av Moore 1879. Vadebra lankana ingår i släktet Vadebra och familjen juvelvingar. Inga underarter finns listade i Catalogue of Life.